# إنديفر
إنديفور جروب هولدينجز (بالإنجليزية: Endeavor Group Holdings, Inc.) هي شركة قابضة أمريكية تهتم بالأعلام والمواهب يقع مقرها الرئيسي في بيفرلي هيلز،كاليفورنيا.

## التاريخ

#### اندماج يو إف سي ودبليو دبليو إي
في يناير 2023، أعلنت شركة الترويج دبليو دبليو إي للمصارعة المحترفة أنها كانت تستكشف عملية بيع محتملة، مع كون إنديفر من بين الخاطبين المحتملين. استقال مؤسسها فينس مكمان من منصب رئيس مجلس الإدارة والرئيس التنفيذي في منتصف عام 2022 وسط تحقيق في سوء السلوك.
في 3 أبريل، أعلن كل من إنديفر و دبليو دبليو إي رسميًا عن الصفقة، والتي بموجبها سيتم دمج دبليو دبليو إي مع يو إف سي لتشكيل شركة جديدة مطروحة للتداول العام؛ لم يتم الإعلان عن اسم الكيان الجديد، ولكن ذكر أنه سيتداول تحت الرمز «TKO». ستمتلك إنديفور 51% من أسهم «TKO»، مع امتلاك مساهمي دبليو دبليو إي حصة 49%، وهي المرة الأولى التي لا تخضع فيها دبليو دبليو إي لسيطرة عائلة مكمان.

## وصلات خارجية
- الموقع الرسمي
- موقع مؤسسة دابليو أم أيه
- موقع سبيكرز دابليو أم أيه